# مارتین برگمن
مارتین برگمن (انگلیسی: Martin Bregman؛ زادهٔ ۱۸ مهٔ ۱۹۲۶ – درگذشته ۱۶ ژوئن ۲۰۱۸) یک تهیه‌کننده اهل ایالات متحده آمریکا بود.
مارتین برگمن که در سال ۱۹۲۶ در نیویورک به دنیا آمده بود حرفه اش در هالیوود را نخست به عنوان نماینده هنرپیشه هایی مانند فی داناوی، مایکل داگلاس و وودی آلن آغاز کرد.
وی تهیه‌کننده فیلم‌هایی همچون صورت زخمی، دریای عشق، سرپیکو، بعد از ظهر سگی، راه کارلیتو، شکارچی استخوان و ماجراهای پلوتو نش بوده‌است.
وی همچنین در نوشتن برخی فیلمنامه های فیلمهای موفقی مانند فیلم درام سیاسی «فتنه‌گری جو تاینان» با بازی مریل استریپ و فیلم « آزادی شیرین» با بازی مایکل کین و میشل فایفر نقش داشته است.
برگمن روی فیلمهای دیگری مانند « شکارچی استخوان» با بازی دنزل واشنگتن و آنجلینا جولی نیز کار کرده بود.
مارتین برگمن به علت خونریزی مغزی از جهان رفت. او هنگام مرگ ۹۲ سال داشت.